# Traje de aproximación al fuego

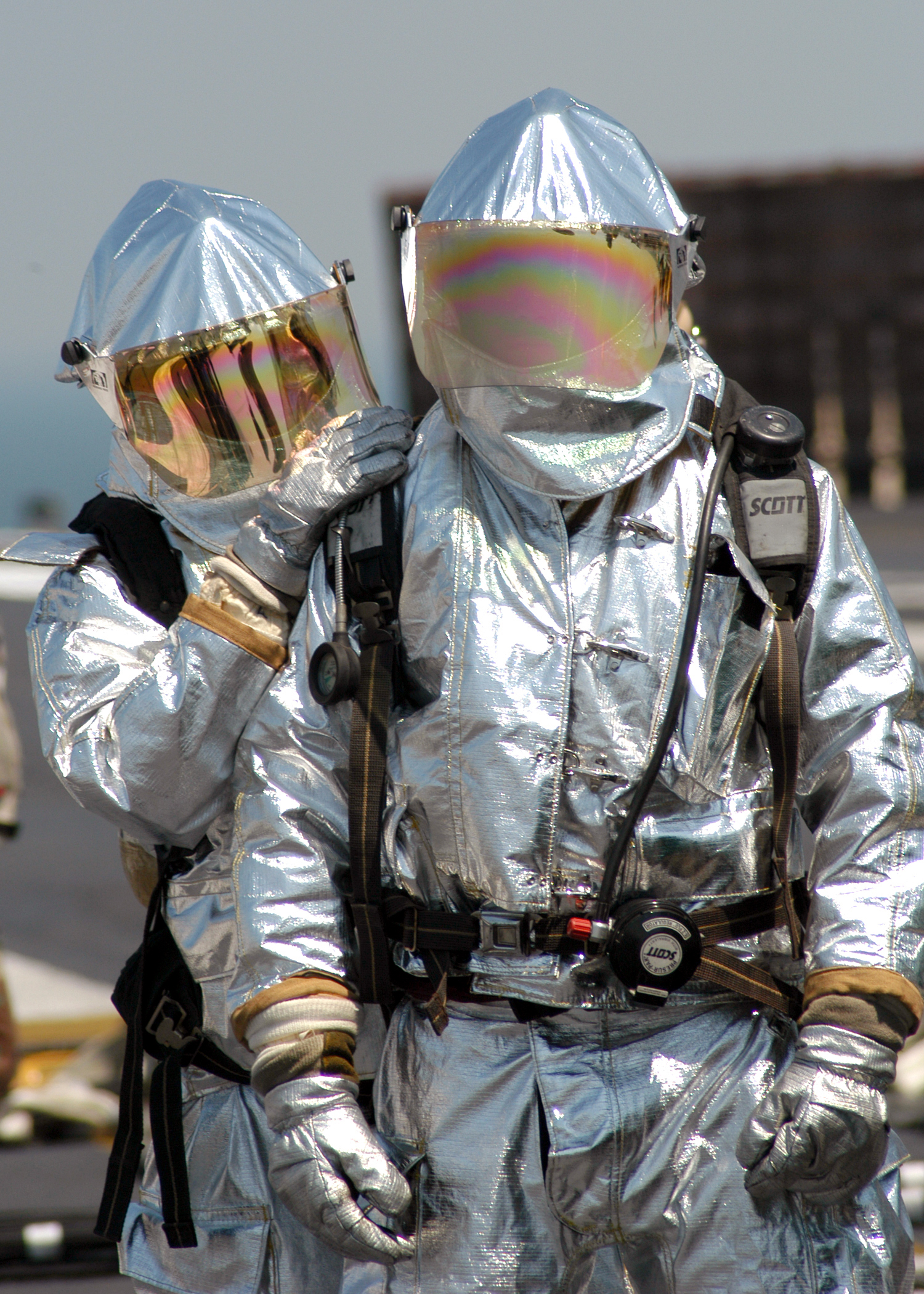
Bomberos entrenando con trajes de aproximación.

El traje de aproximación al fuego está diseñado para proteger al bombero de las altas temperaturas que se generan en la proximidad de incendios o en aquellos que generan temperaturas extremas, como en incendios de aviones.
La primera aparición de los trajes de aproximación fue durante la década de 1930. Por entonces, eran confeccionados con asbestos. Por ello también se les conocía como «trajes de asbesto» o «trajes de amianto».
Actualmente, su diseño es multicapa. A la capa exterior se añaden materiales aluminizados mediante evaporación en vacío, que reflejan la alta energía emitida por el incendio como radiación.
Existen tres tipos básicos de trajes aluminizados:
1. Acercamiento: Se usan en trabajos en áreas de altas temperaturas, como acerías y otros en los que estén presentes metales fundidos que requieren protección superior a 100 °C.
2. Aproximación: Se emplean en rescate y en lucha contra incendios en aeronaves y en empresas petroquímicas (temperaturas superiores a 250 °C), y en versiones con mayor aislamiento, para trabajos en hornos que requieren protección superior a 1000 °C.
3. Penetración: Su diseño es para proteger al usuario de ambientes en los que esté envuelto en llamas. Comúnmente son de zetex[1] o de vermiculita, en vez de emplear materiales aluminizados.

El traje de aproximación normalmente se compone de:
- Casco con protección hasta el cuello.
- Chaqueta y pantalones o cubrepantalones con aislamiento para vapor.
- Guantes.
- Botas.
- Equipo de respiración autónoma, que puede colocarse bajo el traje, o modelos con protección independiente.

## Normativa europea
En Europa, estos equipos de protección están regulados por las siguientes normas:
- Ropa de protección para trabajos expuestos al calor (excluidos bomberos), como pueden ser trabajos en fundiciones, dentro de los que se encuadrarían los trajes de acercamiento - EN 531:1996
- Ropa de protección para trabajos especiales de lucha contra incendios, dentro de los que se encuadrarían los trajes de aproximación y penetración - EN 1486:2008